# Клиника споров
Клиника споров (англ. Argument Clinic) — скетч из третьего выпуска третьего сезона шоу «Летающий цирк Монти Пайтона» The Money Programme. Впоследствии скетч в обновлённом виде вошёл в фильм «Монти Пайтон в Голливуде».

## Сюжет
Мужчина средних лет (Майкл Пейлин) платит секретарю в приёмной (Рита Дэвис) для того, чтобы с кем-нибудь поспорить. Та сообщает ему кабинет, в котором можно это сделать, однако там мужчину начинает оскорблять герой Грэма Чепмена. Мужчина прерывает его и говорит, что ему нужен кабинет, где спорят. Герой Чепмена извиняется и сообщает ему, что тот зашёл туда, где оскорбляют, а поспорить можно в соседнем кабинете. Затем герой Пейлина заходит в кабинет для споров, где его ожидает спорщик (Джон Клиз), который сразу же начинает с мужчиной диспут. В конце концов герой Клиза звонит в звонок, что означает конец спора, и предлагает ему заплатить за дополнительные пять минут. Герой Пейлина платит спорщику, после чего тот отказывается спорить, мотивируя это тем, что мужчина не заплатил. Разочаровавшись, герой Пейлина уходит.

## История
Скетч, написанный Клизом и Чепменом, весьма характерен для их сценарного творчества, во многом основанного на словесном фехтовании. Исследователь «Пайтонов»
Дарл Ларсен считает, что скетч был написан под влиянием комедийных радиопрограмм, наподобие «The Goon Show».